# Копашин (Великопольське воєводство)
Копашин (пол. Kopaszyn, нім. Kopaschin) — село в Польщі, у гміні Вонґровець Вонґровецького повіту Великопольського воєводства.
Населення — 175 осіб (2011).
У 1975-1998 роках село належало до Пільського воєводства.

## Демографія
Демографічна структура станом на 31 березня 2011 року:
|          | Загалом | Допрацездатний вік | Працездатний вік | Постпрацездатний вік |
| -------- | ------- | ------------------ | ---------------- | -------------------- |
| Чоловіки | 86      | 32                 | 47               | 7                    |
| Жінки    | 89      | 24                 | 48               | 17                   |
| Разом    | 175     | 56                 | 95               | 24                   |